# Costel Iulian Țocu
Costel Iulian Țocu (n. 1 octombrie 1959) este un fost deputat român în legislatura 1996-2000, ales în județul Neamț pe listele partidului PDSR. Costel Iulian Țocu a fost reales și în legislatura 2000-2004 pe listele PDSR iar în iunie 2001 a devenit membru PSD. În legislatura 1996-2000, Costel Iulian Țocu a fost membru în grupul parlamentar de prietenie cu Republica Africa de Sud iar în legislatura 2000-2004 a fost membru în grupurile parlamentare de prietenie cu Republica Franceză-Adunarea Națională și Republica Venezuela.    